# Ansermanuevo (ort)
Ansermanuevo är en ort i Colombia.   Den ligger i departementet Valle del Cauca, i den centrala delen av landet, 210 km väster om huvudstaden Bogotá. Ansermanuevo ligger 971 meter över havet och antalet invånare är 12 332.
Terrängen runt Ansermanuevo är kuperad åt nordväst, men åt sydost är den platt. Runt Ansermanuevo är det tätbefolkat, med 397 invånare per kvadratkilometer. Närmaste större samhälle är Cartago, 10,8 km sydost om Ansermanuevo. Omgivningarna runt Ansermanuevo är en mosaik av jordbruksmark och naturlig växtlighet.